# 彩興苑

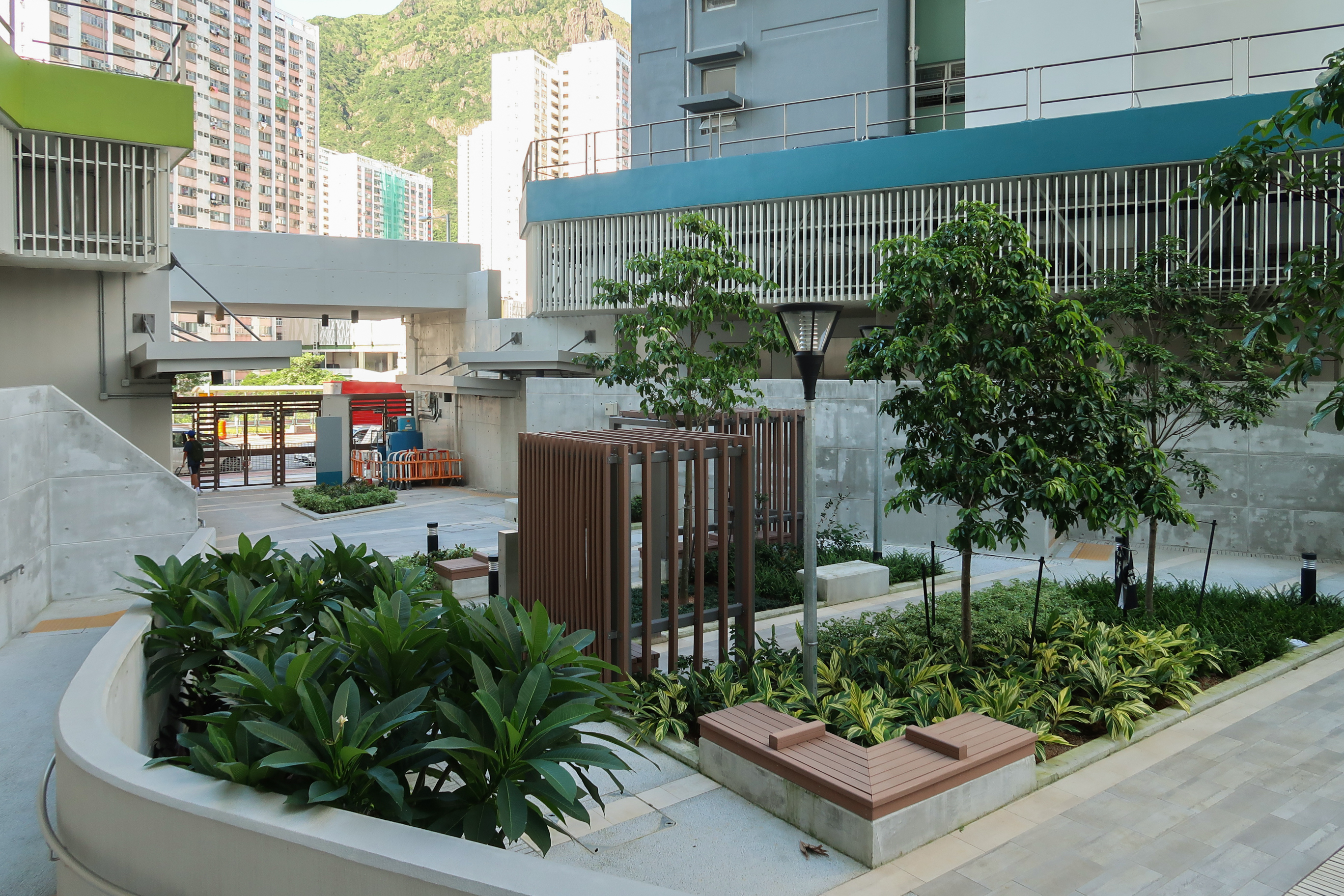
入口休憩花園

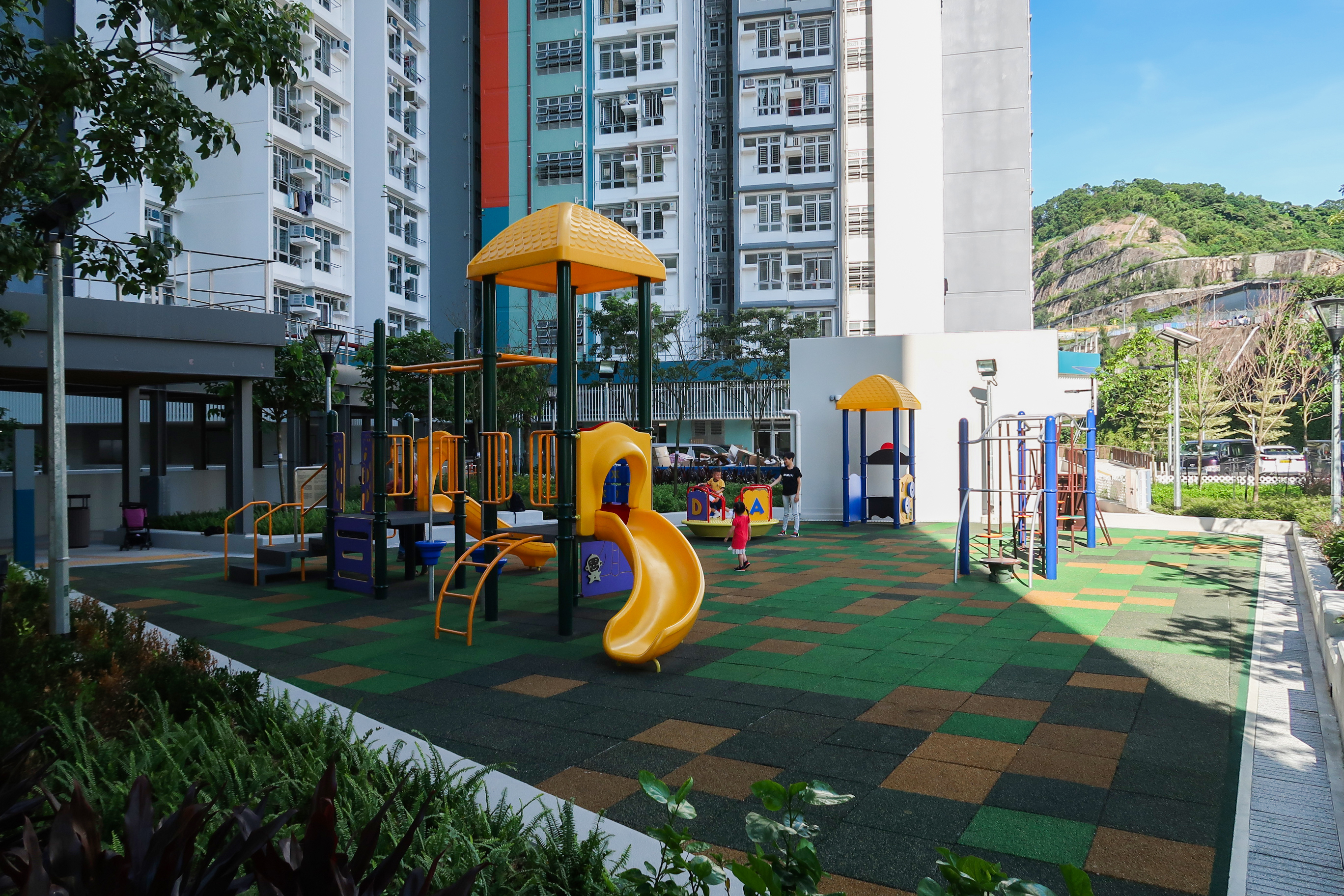
兒童遊樂場

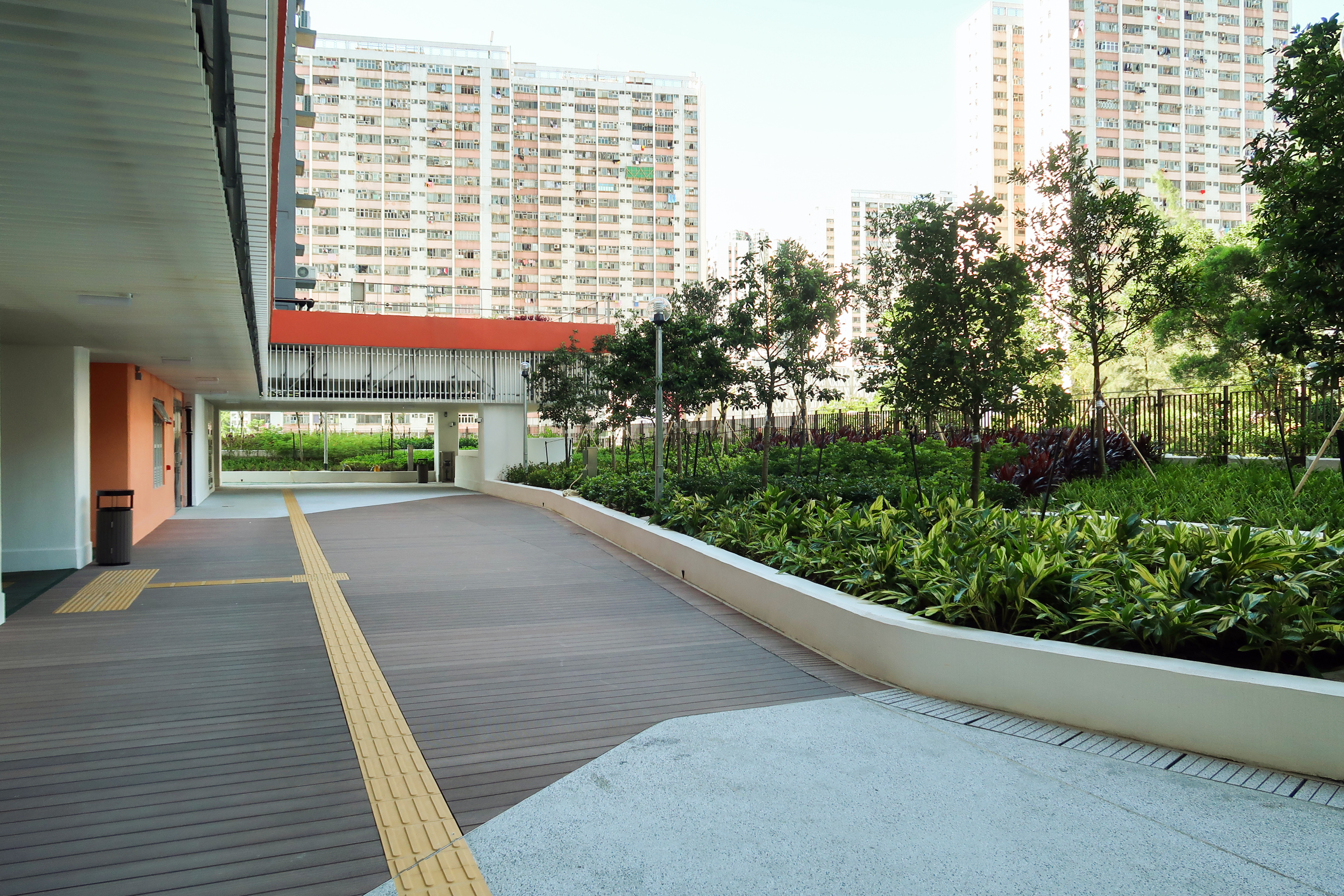
C座平台花園

彩興苑（英語：Choi Hing Court）是香港一個居者有其屋計劃屋苑，項目編號為KT18，位於九龍觀塘區平山彩盛里1號，鄰近彩雲邨、彩德邨和坪石遊樂場。此外，根據香港政府統計處2021年人口普查資料，彩興苑住戶月入平均高達38,000元，為居者有其屋計劃屋苑中的第3名，收入高過不少私人屋苑。

## 屋苑概要
屋苑所在地段為「NKIL 6519」，由房屋署總建築師（2）負責總體設計、創智建築師有限公司（AGC Design）作詳細設計；承建商是新福港集團，2017年12月22日平頂。
全苑有3座樓宇，總共提供1358個出售居屋單位，於2019年3月26日竣工，4月16日開始入伙。

## 屋苑資料
屋苑採用封閉式管理，設有1,358個單位，實用面積約368至468平方呎。不過大部份單位以一房為主，只有少量兩房單位。
為減低新清水灣道交通的噪音影響，向北的單位均設減音窗及固定窗（樣式類似景泰苑）。大廈採用非標準設計大廈設計，與從2014年起出售的居屋屋苑相同，住戶需自行間房。

### 樓宇
| 樓宇名稱（座號） | 樓宇類型                    | 落成年份 | 樓宇層數 （住宅層數） | 每層伙數                 | 單位數目（伙） | 建築師                                   | 承建商     | 提供升降機的廠商 |
| ---------------- | --------------------------- | -------- | --------------------- | ------------------------ | -------------- | ---------------------------------------- | ---------- | ---------------- |
| 彩萱閣（A座）    | 非標準設計大廈 （Z型）      | 2019年   | 33                    | 13 （1樓） 17 （2-33樓） | 557            | 房屋署總建築師（2）、 創智建築師有限公司 | 新福港集團 | 東芝             |
| 彩薈閣（B座）    | 非標準設計大廈 （Z型）      | 2019年   | 30                    | 15 （1-30樓）            | 450            | 房屋署總建築師（2）、 創智建築師有限公司 | 新福港集團 | 東芝             |
| 彩蕎閣（C座）    | 非標準設計大廈 （其他類型） | 2019年   | 27                    | 13 （1-27樓）            | 351            | 房屋署總建築師（2）、 創智建築師有限公司 | 新福港集團 | 東芝             |

### 景觀[8]
A座向西北單位普遍視野開揚，俯瞰坪石遊樂場，眺望坪石邨至獅子山一帶景致；而C座東面為聖言中學及聖若瑟英文中學，建築物高度較低，因此向東中高層單位亦享開揚景觀
B座單位視野相對較差，不是坐向東、西望屋苑A座及B座，便是向北或向南望彩雲邨或彩德邨，只有最高二至五層（即26-30層）向東及北單位有較開揚視野，能夠遠眺九龍灣或黃大仙、獅子山、啟德，甚至維多利亞港一帶。

### 生活配套
屋苑附近的彩雲邨及彩德邨均設有商場，提供基本飲食及購物選擇。住戶亦可步行十餘分鐘至坪石邨街市買餸。

### 社區康體設施
項目附近有坪石公園及遊樂場、彩禧路公園等；區內另有九龍灣體育館、九龍灣公園及足球場、牛池灣文娛中心、彩榮路公園及佐敦谷公園等供公眾使用。

### 屋苑設施
屋苑內設兩個兒童遊樂場和休憩花園。停車場設於地底，各座均有升降機到達。屋苑B及C座設一條天橋連接，惟業主須自費管理及保養。此外房委會亦興建一條天橋及升降機連接鄰近的彩德邨，保養及管理費用會由2個屋苑共同分擔。

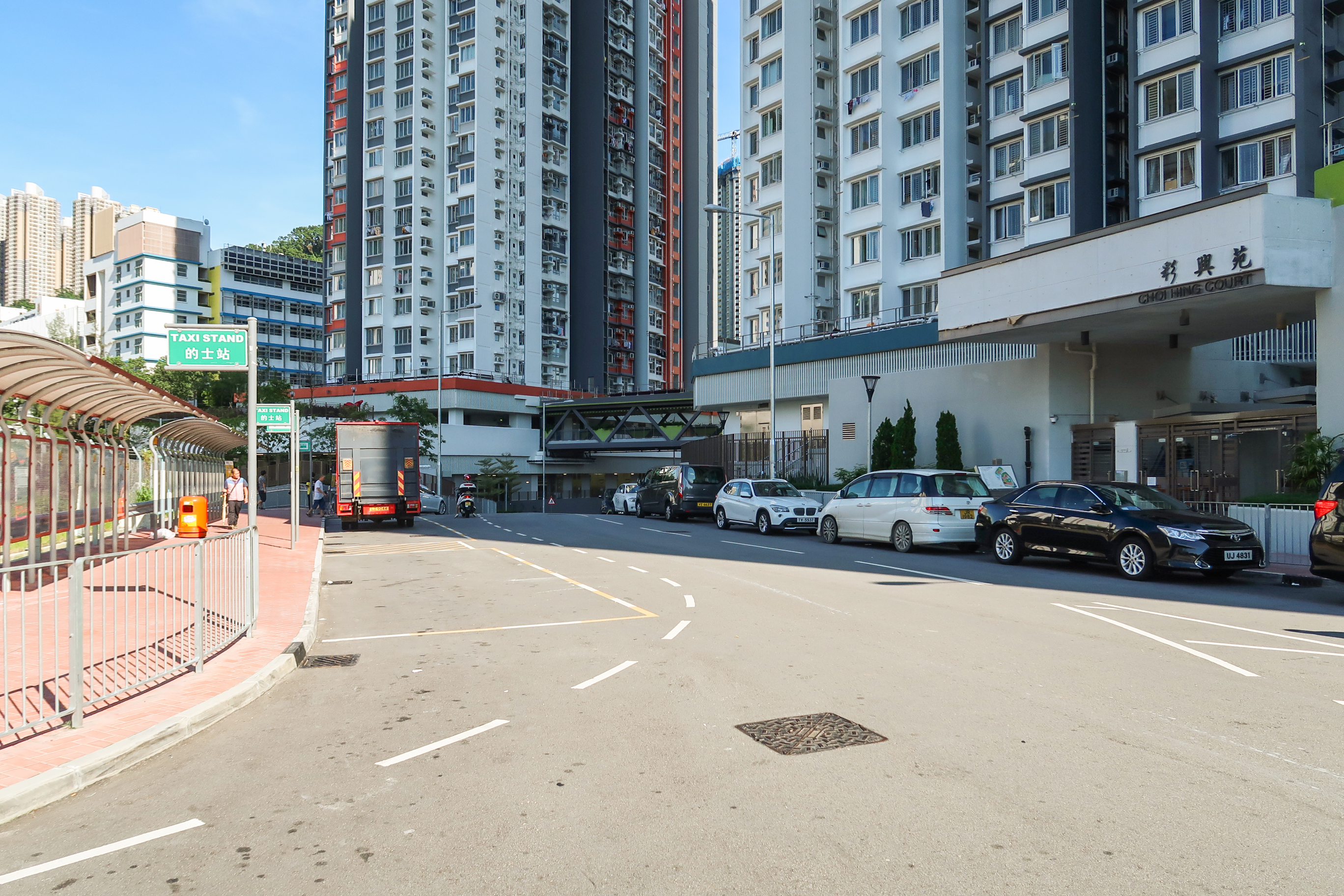
彩盛里入口
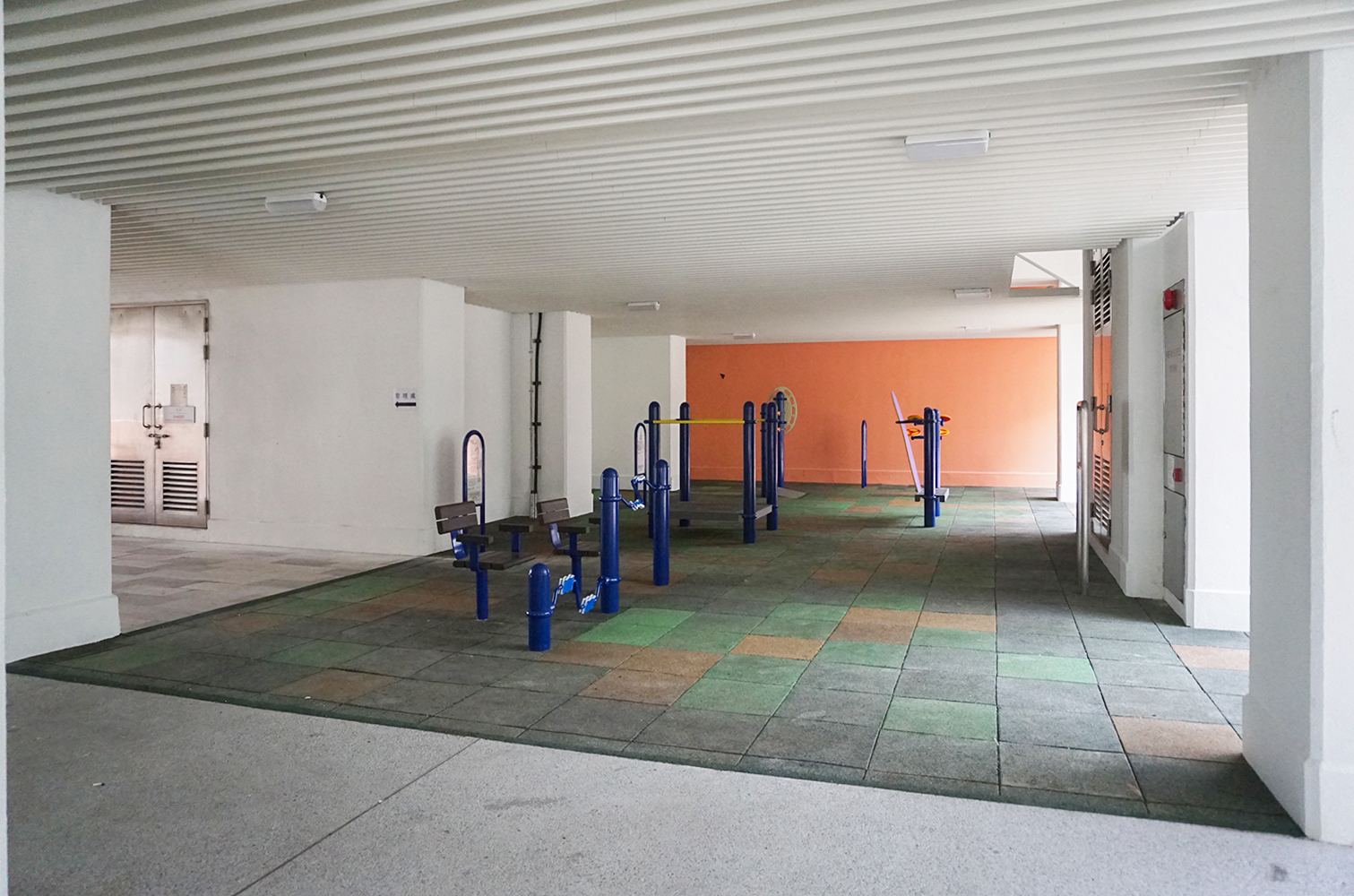
位於C座的健體區
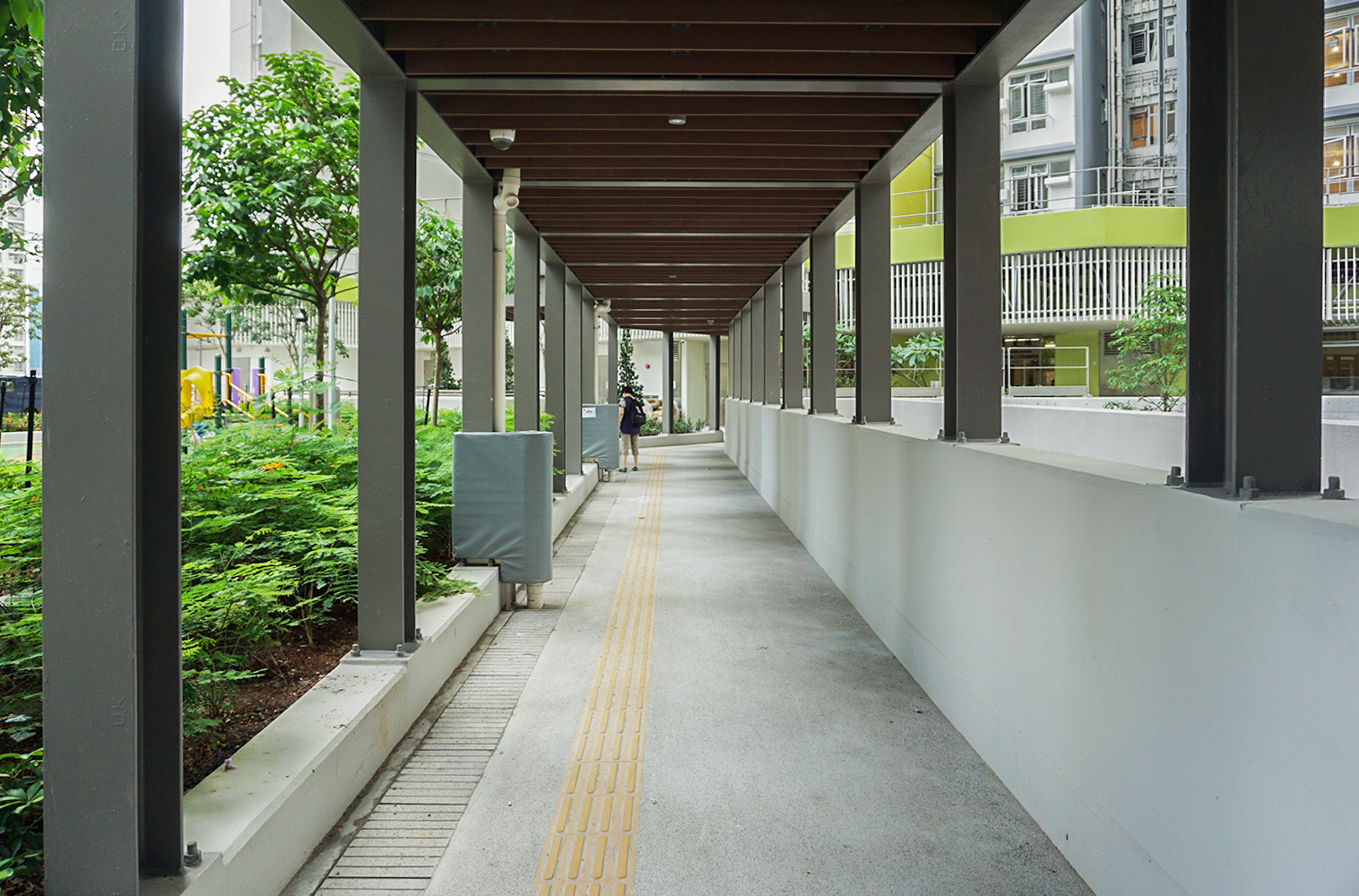
有蓋行人通道
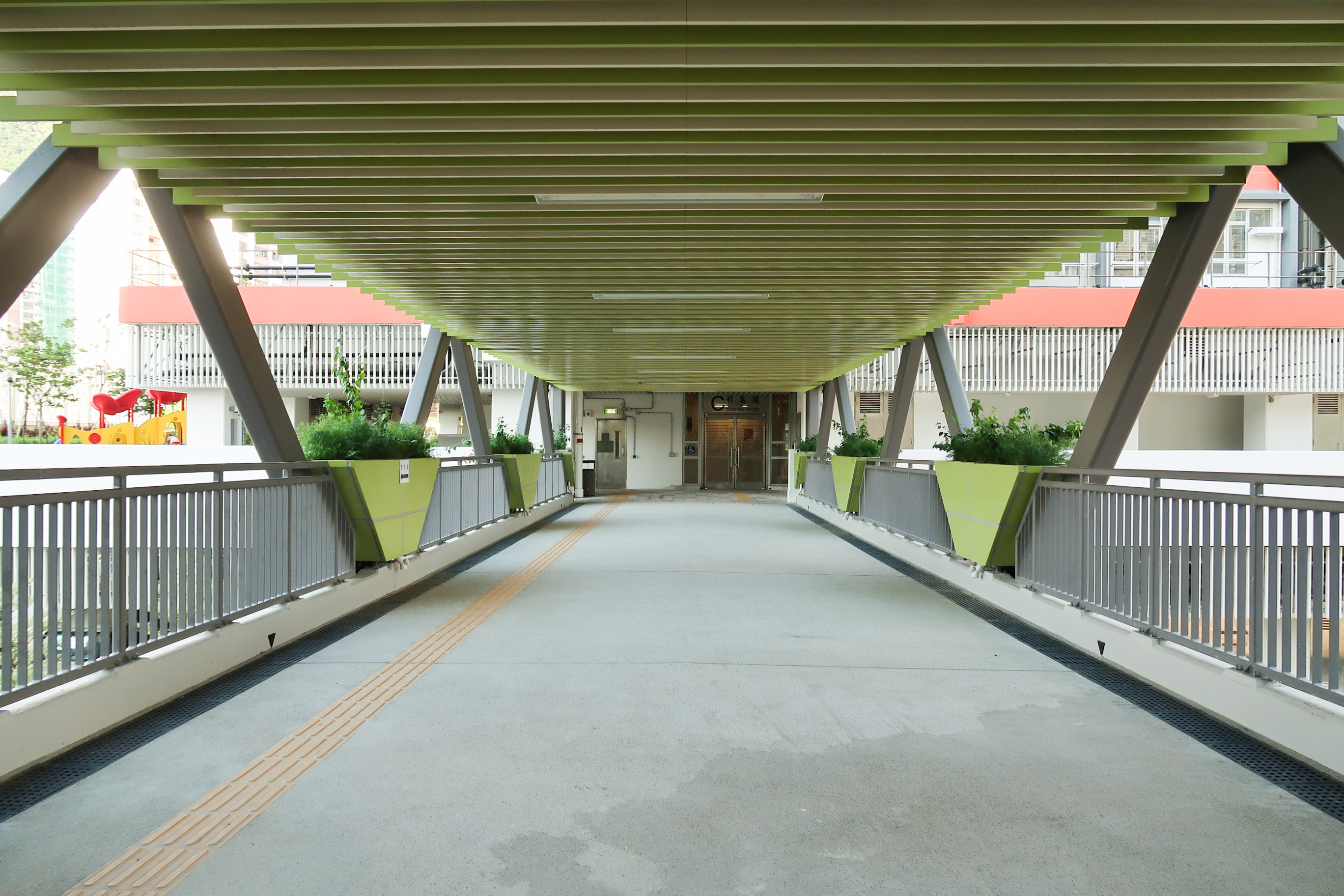
屋苑B及C座設一條天橋連接，惟業主須自費管理及保養
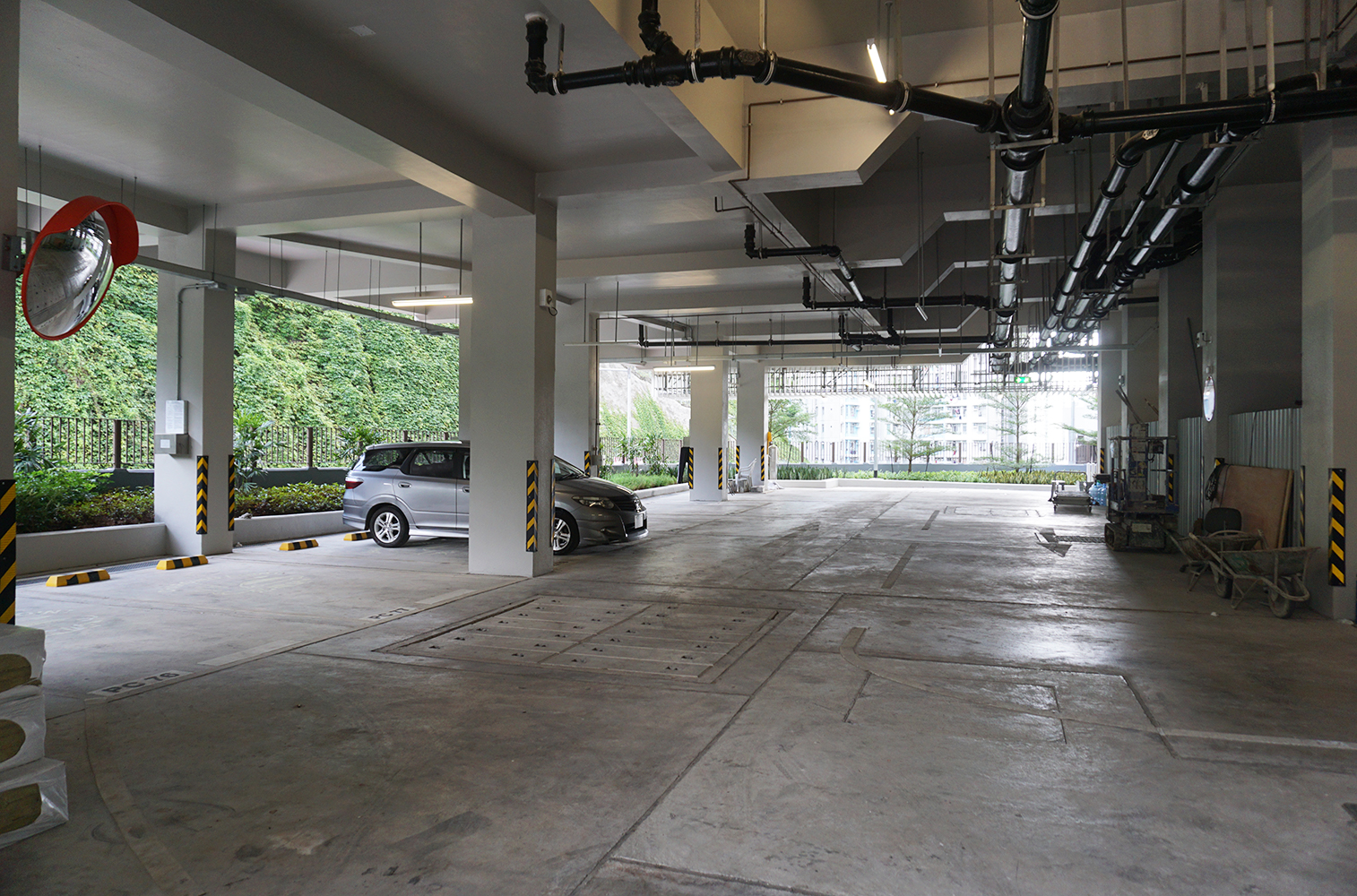
停車場

## 興建期間之圖片庫

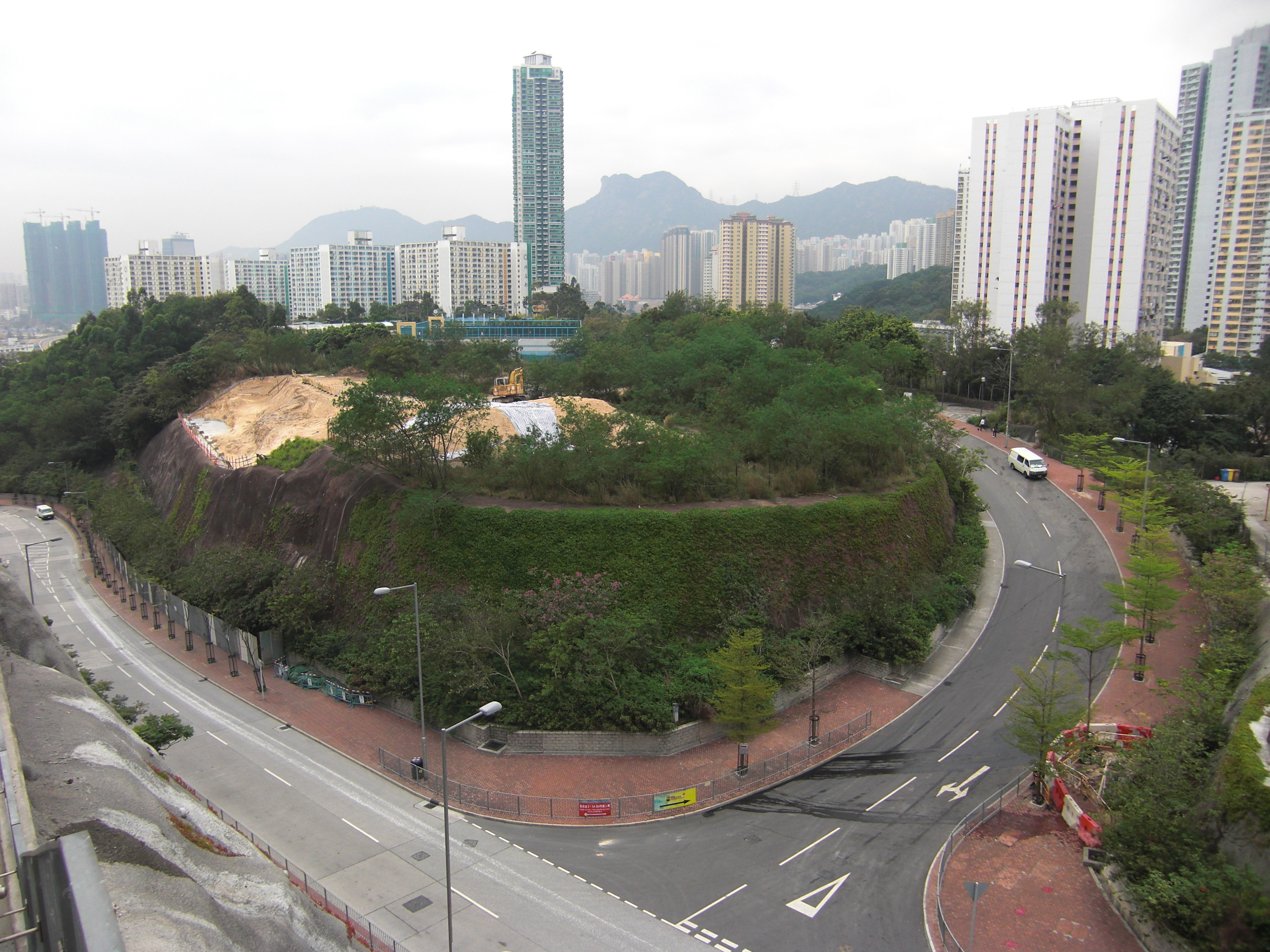
2010年為空地及政府後勤用地
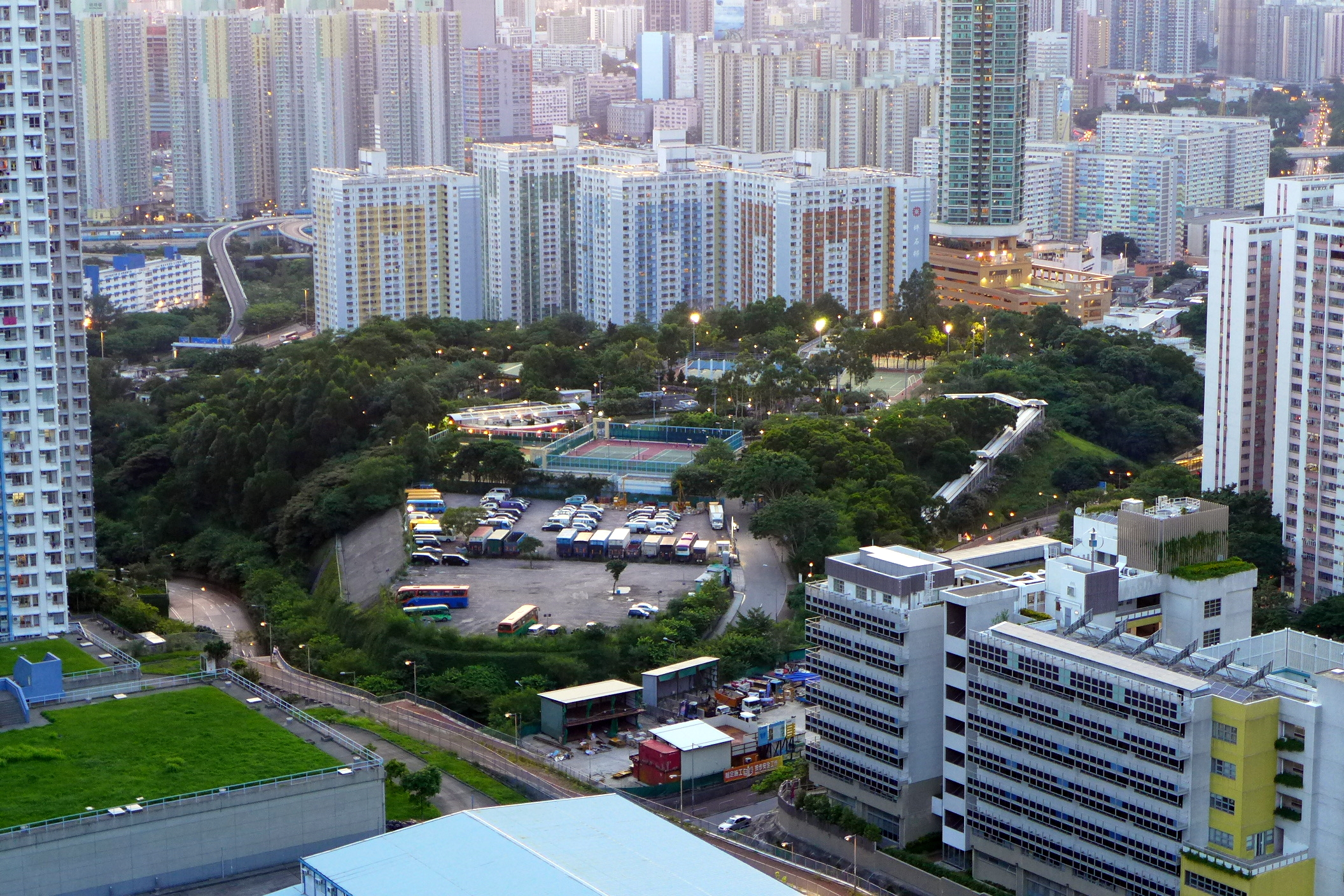
2014年，空地改為露天公眾停車場（2014年8月）
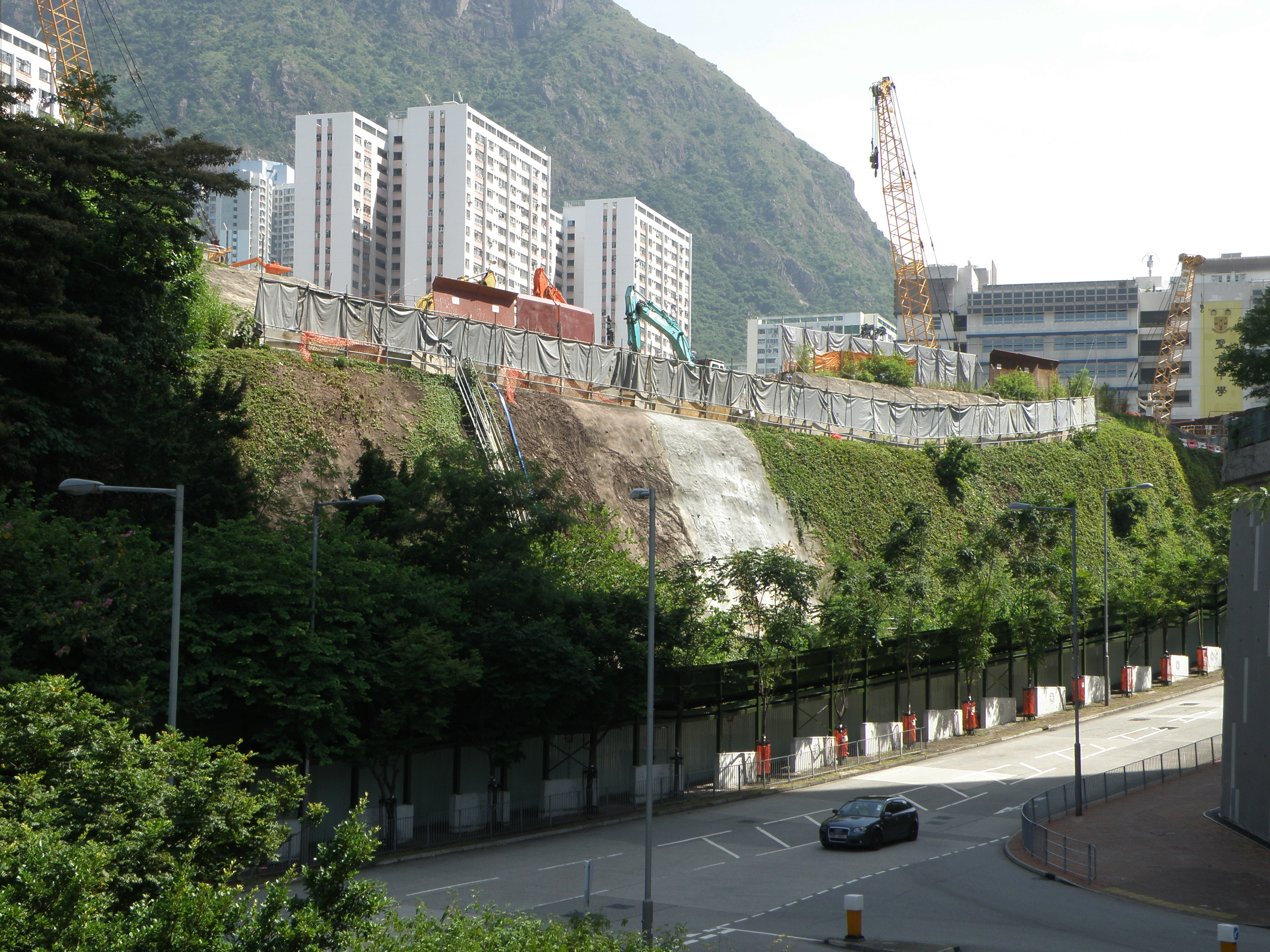
地基工程（2015年9月）
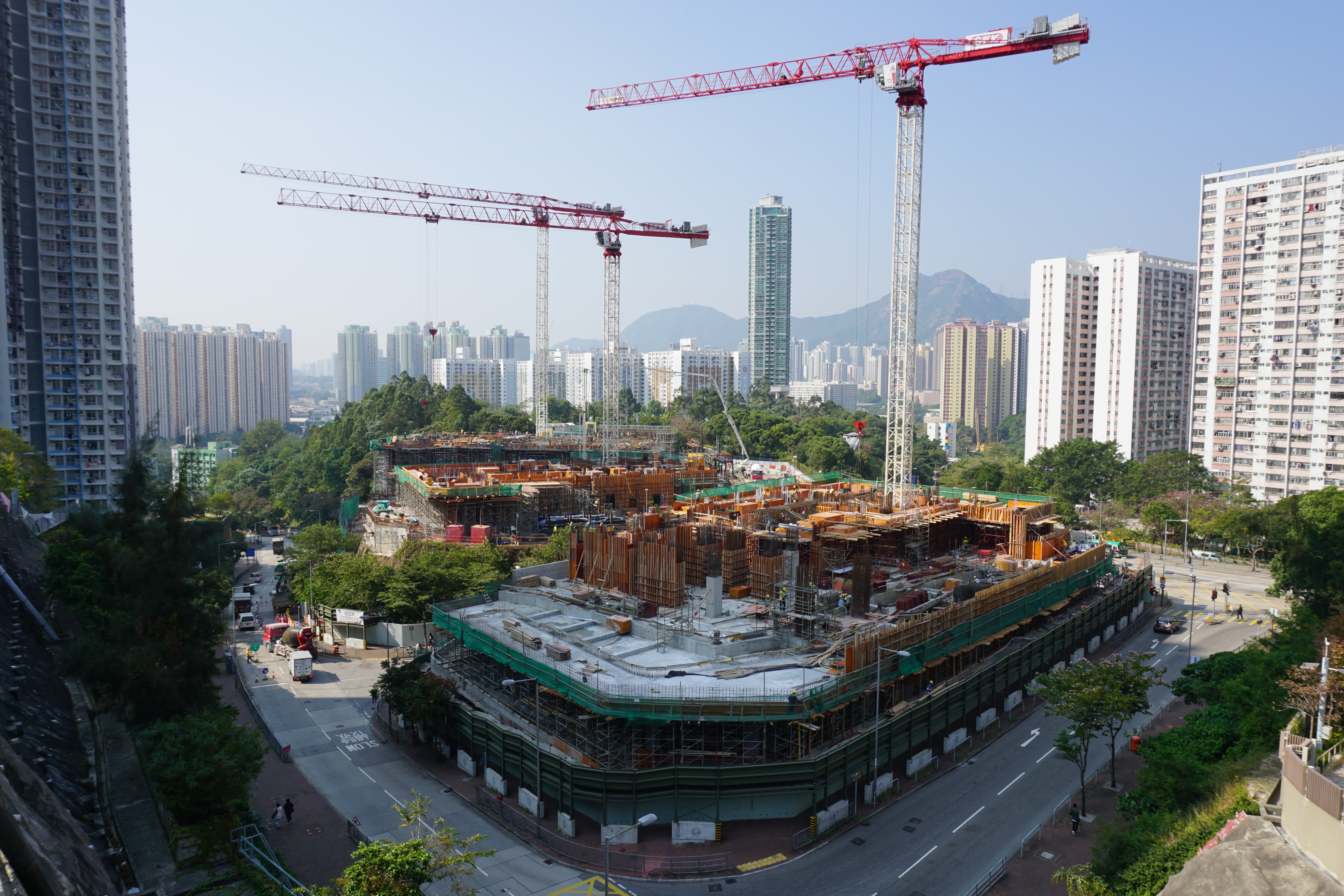
興建中的彩興苑（2016年12月）
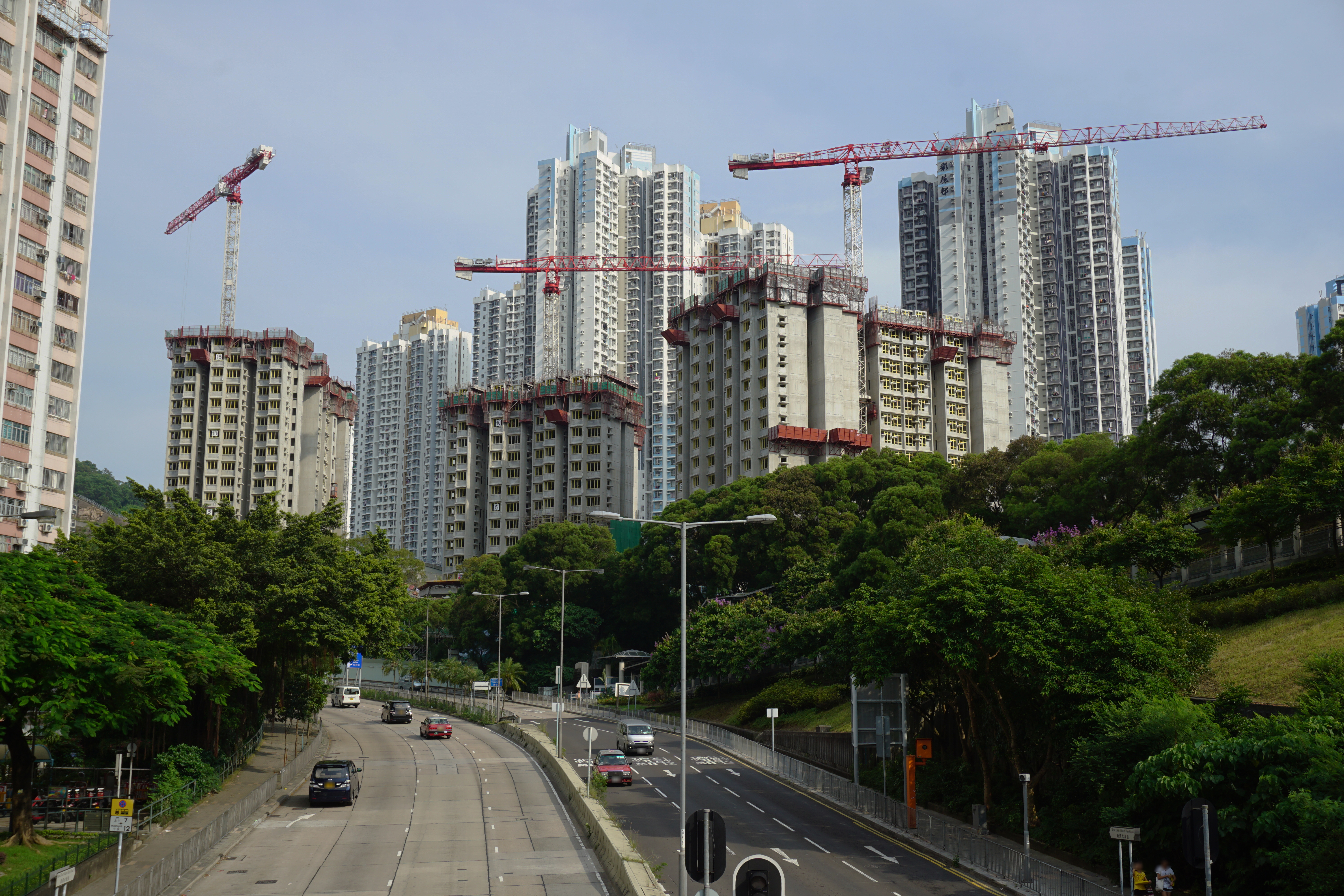
興建中的彩興苑（2017年7月）
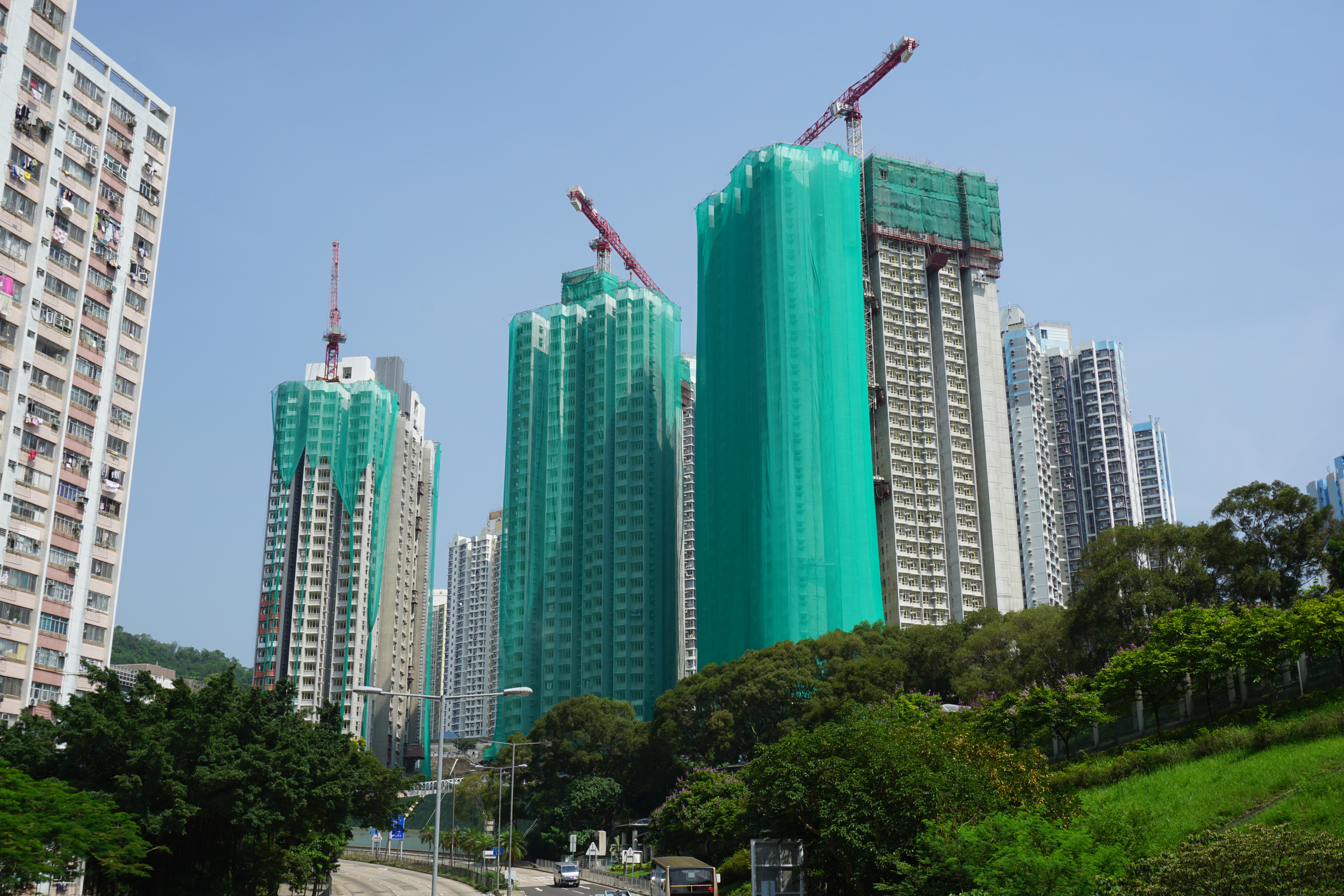
已平頂的彩興苑（2018年6月）
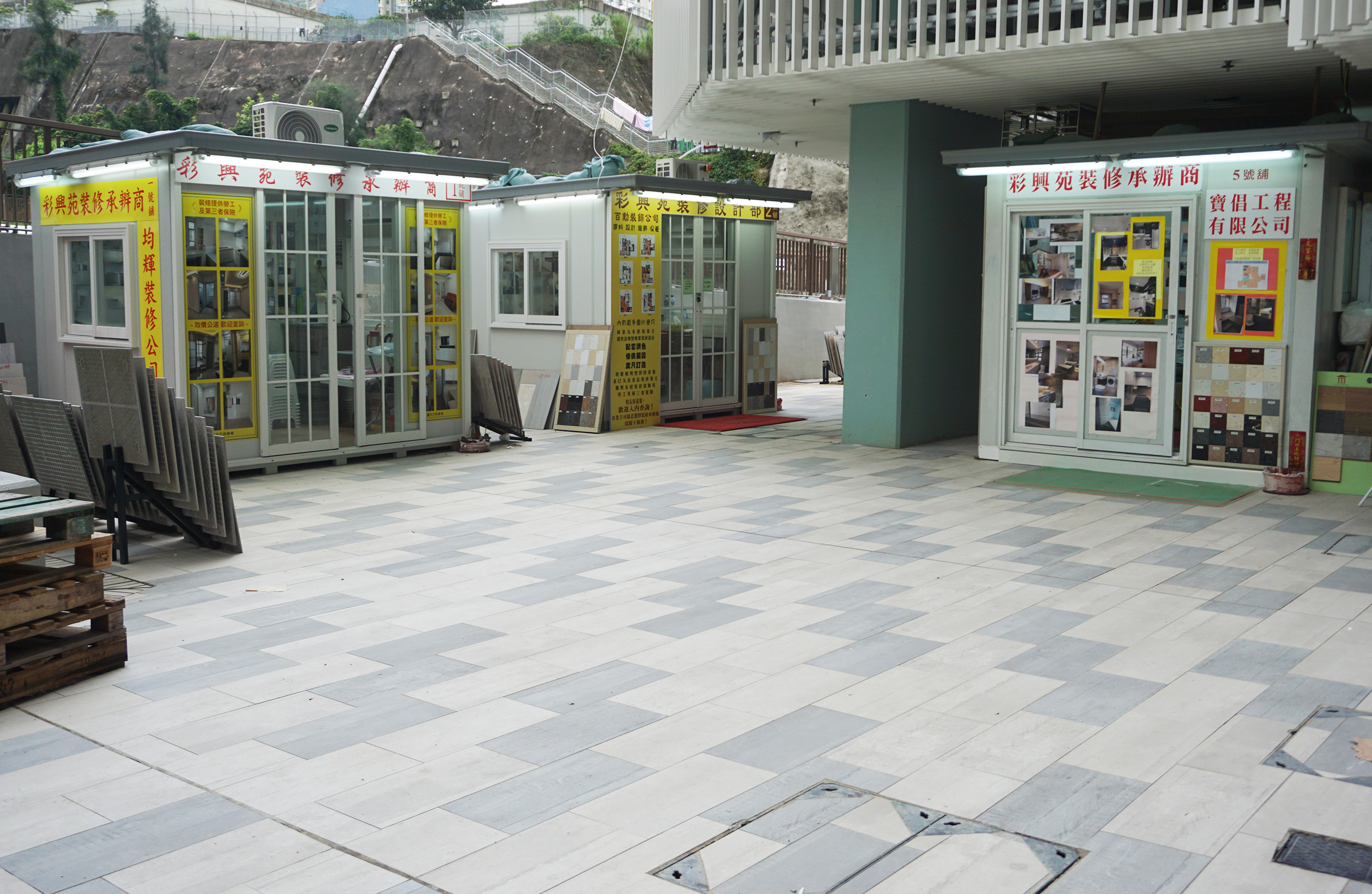
裝修承辦商（入伙初期運作）

## 交通
屋苑距離港鐵彩虹站約7-10分鐘步程，於新清水灣道沿線有多條巴士及小巴路線，來往港九新界多處地方。而屋苑內的彩盛里，設有專線小巴總站，服務該苑屋的九龍專線小巴82線亦於2020年11月1日起投入服務。

## 區議會議席分佈
| 範圍／年度     | 2016-2019 | 2020-2023 | 2024-      |
| -------------- | --------- | --------- | ---------- |
| 彩萱閣與彩薈閣 | 坪石選區  | 坪石選區  | 觀塘西選區 |
| 彩蕎閣         | 雙彩選區  | 彩德選區  | 觀塘西選區 |

## 天橋開放爭議
房委會在興建該屋苑的同時，加建了升降機塔及行人天橋連接彩德邨，以方便兩個屋苑的居民經彩興路往返觀塘道。不過由於天橋設計失誤，屬於非開放式設計的彩興苑在不同出入口皆設有閘口，加上公契及座落地段NKIL6519地契均沒有要求設立公眾休憩空間及公眾通道，承造保險時設計的保障範圍理應不包括公眾人士，故此彩德邨的居民必須經過彩興路的斜路才能到達前往坪石及彩雲。然而部分居民為節省時間而經常進出該屋苑再前往其他地方，引起兩個屋苑的居民有仇視現象，甚至有當面發生爭拗，區議員亦曾介入調平事件，事件更被東張西望報道。